# 艾哈迈德·阿里 (作家)
艾哈迈德·阿里（Ahmed Ali，1910年7月1日—1994年1月14日）是巴基斯坦小说家、诗人、评论家、翻译家、外交官和学者。他創作了不少乌尔都语短篇小说。
艾哈迈德·阿里生于英属印度德里。他曾就读于阿里格尔穆斯林大学以及勒克瑙大学。  1932年至1946年間，他在包括阿拉哈巴德大学以及勒克瑙大学在內的印度多所大学內任教。1944-47年間，他还是加爾各答管轄區大學英语系教授兼主任，并在1942年至1945年間担任英国广播公司驻印度代表兼总监。 他還一度以英國文化協會客座教授的身份被英國政府派往國立中央大學訪問。 1948年，當時印巴已經分治，阿里试图回到印度次大陸， 但当时的印度驻华大使不允许他回去，因为阿里作为一名公务员，沒有表態到底是留在印度还是留在巴基斯坦。最終阿里決定留在巴基斯坦。 
1948年，阿里移居卡拉奇。 后来他出任巴基斯坦政府对外宣传主任。在巴基斯坦总理利雅卡特·阿里·汗的要求下，他于1950年加入巴基斯坦外交部，而且再次被派往中國，擔任實際上的首位巴基斯坦驻中华人民共和国大使。
1994年1月14日，阿里在卡拉奇去世。